# Boniface Kiprop
Pour les articles homonymes, voir Kiprop.
 (juillet 2022).
Si vous disposez d'ouvrages ou d'articles de référence ou si vous connaissez des sites web de qualité traitant du thème abordé ici, merci de compléter l'article en donnant les références utiles à sa vérifiabilité et en les liant à la section « Notes et références ».
Boniface Kiprop Toroitich, né le 12 octobre 1985, est un athlète ougandais spécialiste des courses de fond.
Son frère aîné, Martin Kitiyo Toroitich, est un coureur de fond spécialisé dans les épreuves de montagne.
Aux championnats du monde juniors d'athlétisme de 2004 à Grosseto, en Italie, il s'adjuge le 10 000 mètres et se classe cinquième au 5 000 mètres.
Il participe aux Jeux olympiques d'été de 2004 où il termine quatrième de la finale du 10 000 mètres.
Il termine aussi quatrième aux championnats du monde 2005, mais au terme de l'année, il remporte une médaille d'argent sur 5 000 mètres lors de la troisième finale mondiale d'athlétisme de l'IAAF.
En 2006, il sort vainqueur du 10 000 mètres des Jeux du Commonwealth.